# Pornografia
Pornografia is een hoorspel naar de gelijknamige roman (1960) van Witold Gombrowicz. Op 17 maart 1974 zond de Süddeutscher Rundfunk een door de auteur geautoriseerde hoorspelbewerking van Wera Peterson uit onder de titel Verführung. Gusta Gerritsen vertaalde het en de KRO zond het uit in het programma Spektakel op dinsdag 27 december 1977 (met een herhaling op dinsdag 26 september 1978). De regisseur was Willem Tollenaar. Het hoorspel duurde 82 minuten.

## Rolbezetting
- Han Bentz van den Berg
- Jan Apon
- Nettie Blanken
- Edmond Classen
- Bernard Droog
- Betty Kapsenberg
- Ton Kuyl
- Michel van Rooy
- Dogi Rugani

## Inhoud
Polen, 1943, ten tijde van de nazibezetting. Twee heren van middelbare leeftijd, Gombrowicz en Frederik, in feite slechts de verdubbeling van één enkele persoon, bezoeken een bevriende familie op hun landgoed op het platteland. Daar ze niets beters te doen hebben, suggereren ze zich en anderen een erotische relatie tussen de zestienjarige, reeds verloofde dochter des huizes, Hania, en de even oude zoon van de beheerder. Om de zogenaamde medeminnaar te overtroeven, doodt de verloofde van het meisje, een jongeman van het naburige goed, een politiespion van de Duitse bezetter en neemt onmerkbaar diens plaats in, om ten slotte zelf te sterven...